# Daraisung Guden Khan
 (mai 2017).
Si vous disposez d'ouvrages ou d'articles de référence ou si vous connaissez des sites web de qualité traitant du thème abordé ici, merci de compléter l'article en donnant les références utiles à sa vérifiabilité et en les liant à la section « Notes et références ».
Darayisung Guden Khaan (Mongol : ᠳᠠᠷᠠᠶᠢᠰᠤᠩ
ᠬᠦᠳᠡᠨ
ᠬᠠᠭᠠᠨ, Darayisung Quden qaɣan ; khalkha : Дарайсүн гүдэн хаан, MNS : Daraisün Güden Khaan), parfois Daraisung Guden Khaan, né en 1520 et décédé en 1557 est un khagan des Mongols de la Dynastie Yuan du Nord. Il est le fils et successeur a ce poste de Bodi Alag Khagan et a pour successeur, un de ses fils, Tümen Zasagt Khan.